# NHL 1962/1963
Sezóna 1962/1963 byla 46. sezonou NHL. Vítězem Stanley Cupu se stal tým Toronto Maple Leafs.

## Konečná tabulka základní části
| Tým                 | Z  | V  | P  | R  | B  | VG  | IG  |
| ------------------- | -- | -- | -- | -- | -- | --- | --- |
| Toronto Maple Leafs | 70 | 35 | 23 | 12 | 82 | 221 | 180 |
| Chicago Black Hawks | 70 | 32 | 21 | 17 | 81 | 194 | 178 |
| Montreal Canadiens  | 70 | 28 | 19 | 23 | 79 | 225 | 183 |
| Detroit Red Wings   | 70 | 32 | 25 | 13 | 77 | 200 | 194 |
| New York Rangers    | 70 | 22 | 36 | 12 | 56 | 211 | 233 |
| Boston Bruins       | 70 | 14 | 39 | 17 | 45 | 198 | 281 |

## Play off
|  | Semifinále | Semifinále          | Semifinále |  |  | Finále Stanley Cupu | Finále Stanley Cupu | Finále Stanley Cupu |
|  |            |                     |            |  |  |                     |                     |                     |
|  | 1          | Toronto Maple Leafs | 4          |  |  |                     |                     |                     |
|  | 3          | Montreal Canadiens  | 1          |  |  |                     |                     |                     |
|  |            |                     |            |  |  | 1                   | Toronto Maple Leafs | 4                   |
|  |            |                     |            |  |  | 4                   | Detroit Red Wings   | 1                   |
|  | 2          | Chicago Black Hawks | 2          |  |  |                     |                     |                     |
|  | 4          | Detroit Red Wings   | 4          |  |  |                     |                     |                     |

## Ocenění
| Prince of Wales Trophy:       | Toronto Maple Leafs                |
| Art Ross Trophy:              | Gordie Howe, Detroit Red Wings     |
| Calder Memorial Trophy:       | Kent Douglas, Toronto Maple Leafs  |
| Hart Memorial Trophy:         | Gordie Howe, Detroit Red Wings     |
| James Norris Memorial Trophy: | Pierre Pilote, Chicago Black Hawks |
| Lady Byng Memorial Trophy:    | Dave Keon, Toronto Maple Leafs     |
| Vezina Trophy:                | Glenn Hall, Chicago Black Hawks    |